# Comfortably Numb
"Comfortably Numb" là ca khúc của ban nhạc progressive rock người Anh Pink Floyd, lần đầu được xuất hiện trong album-kép năm 1979 của họ, The Wall. Sau đó, ca khúc được phát hành dưới dạng đĩa đơn cùng với ca khúc "Hey You" ở mặt B. Đây là một trong số 3 bài hát duy nhất của album mà phần tác giả được ghi chung cho cả David Gilmour và Roger Waters. Giai điệu và hầu hết phần âm nhạc được viết bởi Gilmour, trong khi Waters phụ trách phần lời và hoàn thiện một vài chi tiết. Ban đầu, ca khúc có tên là "The Doctor". Một bản không chính thức của ca khúc này từng được phát hành dưới tên "Immersion Box Set" trong bản tái bản của The Wall vào năm 2012.
Đây là ca khúc nổi tiếng nhất và điển hình nhất của sự nghiệp ban nhạc Pink Floyd, đặc biệt được nhắc tới với phần guitar solo vô cùng đặc trưng. Năm 2004, ca khúc được xếp ở vị trí 314 trong danh sách "500 bài hát vĩ đại nhất" của tạp chí Rolling Stone. Năm 2005, đây cũng chính là ca khúc cuối cùng mà cả bốn thành viên cũ của ban nhạc là Waters, Gilmour, Wright, và Mason cùng hát chung. Thính giả của chương trình Desert Island Discs của đài BBC Radio 4 từng bình chọn "Comfortably Numb" ở vị trí số 5 trong số những ca khúc hay nhất vào năm 2011.

## Hoàn cảnh ra đời
Trong khi hầu hết các ca khúc của The Wall đều được một mình Waters viết thì "Comfortably Numb" lại là một sáng tác của David Gilmour. Gilmour đã thu âm bản demo không lời của ca khúc này, nhằm chuẩn bị cho album solo đầu tay sau này với hi vọng có thể sử dụng được nó một cách hữu ích. Rốt cuộc Gilmour lại đem bản demo tới buổi thu của The Wall. Trong bản demo không lời đó, phần Gilmour hát có nhiều nét khác so với ấn bản cuối cùng được phát hành. Đoạn vào được viết ở giọng Mi thứ (theo thứ tự lần lượt Mi thứ, Rê trưởng, Đô trưởng, La thứ, rồi trở lại Mi thứ), chứ không phải là Si thứ như ấn bản được ngày nay biết tới. Tương tự, câu hát cuối cùng của đoạn điệp khúc – "I have become comfortably numb" – cũng không tồn tại trong bản demo. Vậy nên, nếu như công nhận ca khúc này là một sáng tác chủ yếu của Gilmour thì cũng phải đề cập rằng Waters thực tế đã đóng góp rất nhiều cho phần bè cũng như việc chuyển từ hợp âm Mi thứ sang Si thứ như ấn bản cuối cùng được phát hành.
Cũng giống như các ca khúc khác của The Wall, "Comfortably Numb" cũng được xây dựng theo câu chuyện của nhân vật chính, biểu trưng của album: Pink. Ca khúc này tạo liên tưởng tới cuộc chiến của Pink nhằm cứu giữ thế giới. Phần ca từ được viết bao gồm những lời nói chuyện của nhân vật với bác sĩ (phần đọc hát của Waters), đi kèm với những lời tự thoại nội tâm của Pink (phần điệp khúc hát bởi Gilmour).
Bộ phim theo kèm

## Sáng tác
Đoạn vào được viết ở giọng Si thứ, trong khi phần điệp khúc được viết ở giọng bè chuẩn, Rê trưởng. Ca khúc là một trong số 2 ca khúc của The Wall mà được cấu trúc một cách trọn vẹn chứ không có một đoạn fade-in hay fade-out với bất kể một ca khúc nào sau đó (ca khúc còn lại là "Mother"). Lý do rất đơn giản khi bản LP cần một ca khúc kết thúc cho mặt C. Đây cũng là ca khúc dài nhất của album với thời lượng 6:21.
Theo tạp chí Rolling Stone, phần ca từ được viết bởi Roger Waters lấy cảm hứng từ quá trình anh điều trị bệnh đau dạ dày nhằm tham gia chuyến lưu diễn năm 1977 của Pink Floyd có tên In the Flesh. Waters nói: "Đó là 2 giờ dài nhất cuộc đời tôi. Tôi phải cố trình diễn trên sân khấu trong khi còn không nhấc nổi cánh tay mình." Trải nghiệm đó đã đem đến ý tưởng mà sau đó trở thành phần lời của "Comfortably Numb".
Waters và Gilmour đã có nhiều tranh cãi về việc thu âm ca khúc này vì Gilmour thích nó được thể hiện một cách grungy. Cuối cùng, bản thu với Waters hát phần mở đầu, còn Gilmour thể hiện phần sau với các đoạn guitar solo đã được cho vào album. Gilmour sau này nói: "Chúng tôi đã tranh cãi về "Comfortably Numb" như những gã điên. Thực sự rất nảy lửa, như kiểu có thể kéo dài hàng năm vậy." Ở phần nền của đoạn mà Gilmour hát, anh cùng tay guitar Lee Ritenour đã sử dụng chiếc acoustic guitar được chỉnh cao độ theo kiểu "Nashville" với việc dây E (Mi) thứ nhất (thấp nhất) được thay bởi dây E cuối cùng (thứ sáu – cao nhất). Điều đó giúp cho quãng tám trở nên đặc biệt cao với riêng cặp dây này. Cách chỉnh dây này cũng được áp dụng sau đó với ca khúc "Hey You".
Guitar solo
David Gilmour là người thể hiện trọn vẹn 2 đoạn guitar solo có trong ca khúc. Đoạn đầu ngắn hơn được chơi sau đoạn điệp khúc thứ nhất. Đoạn thứ hai được chơi để kết thúc ca khúc. Năm 1989, độc giả của tạp chí những người hâm mộ Pink Floyd – The Amazing Pudding – đã bình chọn đây là đoạn solo hay nhất trong số tất cả các ca khúc của Pink Floyd. Độc giả của tờ Guitar World cũng bình chọn đây là đoạn solo hay thứ tư của mọi thời đại. Guitar World đã nhấn mạnh rằng đoạn guitar solo này (chủ yếu là đoạn thứ hai) đã được Gilmour tạo nên từ rất nhiều đoạn solo khác mà anh đã từng nghe vào thời điểm đó; và anh đã thể hiện rất nhiều đoạn solo khác nhau trước khi chọn ra đoạn được thu trong ấn bản cuối cùng. Tháng 8 năm 2006, đây được bình chọn là đoạn solo hay nhất mọi thời đại từ thính giả của đài Planet Rock. Hơn nữa, nó cũng được chọn là đoạn guitar mẫu hay nhất bởi tạp chí Guitarist vào tháng 11 năm 2010.
Phil Taylor – kỹ thuật viên của Pink Floyd – bình luận: "[David Gilmour] đã sử dụng hiệu ứng âm thanh kép trong đoạn thu đó, bao gồm Big Muff và các đoạn ngắt. Nhưng thực sự những ngón tay, khả năng tạo rung và việc chọn những nốt quan trọng của anh ấy đã tạo nên hiệu ứng cho đoạn solo này. Tôi cảm thấy khá buồn cười khi có nhiều người cho rằng họ có thể thể hiện lại đoạn này với việc bắt chước Gilmour. Thực tế thì cho dù bạn có thể bắt chước tốt cho tới đâu đi nữa, bạn cũng không bao giờ có thể bắt chước được tính cách và con người Gilmour."

## Trình diễn trực tiếp

### Pink Floyd
Trong tour diễn The Wall 1980-1981, một bức tường lớn được dựng lên ngay chính giữa sân khấu, ca khúc này đã được trình bày với Roger Waters mặc chiếc áo bác sĩ ở góc bức tường, còn David Gilmour hát và chơi guitar ở phía trên của bức tường này với phần ánh sáng nền tập trung vào anh. Theo Gilmour, phần solo này là đoạn hiếm hoi mà anh có thể gây bất ngờ mỗi khi tham gia trình diễn trực tiếp: "Tôi phải nói đó là một cảm giác tuyệt vời, khi đứng ở trên cao đó, còn Roger thì hát đoạn của anh ấy, tôi thì đứng đó và chờ đợi. Tôi đứng trong bóng tối nên không một ai biết rằng tôi đang ở đó. Và Roger nhẹ giọng và kết thúc đoạn của mình, tôi bắt đầu phần của tôi với tất cả mọi thứ. Cả khán phòng hẳn đã ngó từ trên xuống dưới, trái qua phải, và đột nhiên ánh sáng bật lên và tất cả họ đều hướng đầu lên phía trên rồi ở đó có tất cả mọi thứ họ tìm. Buổi tối nào cũng có một tiếng "[gasp!]" của khoảng 15.000 người."
Sau khi Waters rời nhóm, Gilmour đã chỉnh sửa lại đoạn vào theo phong cách grungy hơn mà anh mong muốn. Phần vào này được cấu trúc bởi tận 3 đoạn bè chứ không cố gắng bắt chước cách thể hiện của Waters. Trong những năm 1987-1988 và 1944, đoạn này được hát bởi Richard Wright, Guy Pratt và Jon Carin.
Tháng 12 năm 1988, bản video của ca khúc này trong liveshow Delicate Sound of Thunder đạt vị trí số 11 tại Top 20 Video Countdown của MTV. Video ngắn hơn 2' so với bản trong album và lựa chọn một góc quay khá đặc biệt.
Một bản 10-phút của ca khúc này đã được trình diễn tại Earls Court, London vào ngày 20 tháng 10 năm 1994 trong tour diễn The Division Bell. Bộ phim Pulse sau này đã cắt một đoạn kết solo dài 1'14" và chỉ có những người xem pay-per-view mới có thể được xem đầy đủ bản gốc.
Pink Floyd, với cả Waters, đã tái hợp trong buổi trình diễn Live 8 tại Hyde Park, London vào tháng 6 năm 2005. "Comfortably Numb" là ca khúc cuối cùng trong số 4 ca khúc mà họ trình diễn.

### David Gilmour
Gilmour luôn trình diễn ca khúc này trong mọi chuyến lưu diễn của mình.
Năm 1984 trong tour diễn quảng bá album About Face của mình, Gilmour đã hát ca khúc dưới tên "Come On Big Bum". Phần đọc hát ở đoạn vào được phụ trách bởi Gregg Dechart và Mickey Feat.
Trong những năm 2001 và 2002, phần hát này được đảm trách bởi rất nhiều ca sĩ khác nhau, như Robert Wyatt, Kate Bush hay Durga McBroom, đặc biệt là Bob Geldof – người thủ vai Pink trong bộ phim The Wall.
Năm 2006, David Gilmour đã hát lại ca khúc này trong buổi hòa nhạc với Dàn nhạc Giao hưởng Baltic trong đó phần của dàn nhạc đã được chỉnh sửa nhiều bởi băng thâu và máy chỉnh âm. Phần trình diễn sau này được cho vào trong album Live in Gdańsk.
Ngày 29 tháng 5 năm 2007 tại Royal Albert Hall, David Bowie trong vai trò khách mời đã thể hiện phần hát của Waters. Ngày hôm sau, Richard Wright là người hát phần này. Cả hai phần hát này đều nằm trong video nổi tiếng sau này của Gilmour, Remember That Night.

### Roger Waters
Sau khi chia tay Pink Floyd, Waters đã hát lại "Comfortably Numb" trong tour diễn năm 1990 của mình The Wall – Live in Berlin vào ngày 21 tháng 7. Chương trình được thực hiện nhằm chào mừng sự sụp đổ của Bức tường Berlin. Waters vẫn hát đoạn vào của mình, còn Van Morrison phụ trách phần của Gilmour, phần hát nền do Rick Danko và Levon Helm của The Band thể hiện, còn các đoạn guitar solo được chơi bởi Rick Di Fonzo và Snowy White, phần giai điệu nền được chơi bởi dàn nhạc và hợp xướng Rundfunk. Phần trình bày này được đưa vào làm nhạc phim cho tác phẩm đoạt giải Oscar năm 2006, The Departed, của đạo diễn Martin Scorsese. Nó cũng xuất hiện trong một tập của serie The Sopranos dưới tên "Kennedy and Heidi", khi Christopher Moltisanti bật nghe nhạc phim của The Departed trong xe hơi trước khi bị tai nạn. Phần hát này cũng nằm trong album biên tập năm 2007 của Morrison – Van Morrison at the Movies – Soundtrack Hits.
Waters cũng trình bày ca khúc này trong nhạc hội Guitar Legends ở Tây Ban Nha vào năm 1991 (với phần hát được thể hiện bởi Bruce Hornsby), sau đó là chương trình từ thiện Walden Woods ở Los Angeles năm 1992 (với phần hát của Don Henley).
Trong suốt những năm 90, Doyle Bramhall II và Snowy White là những nghệ sĩ phụ trách phần hát và guitar solo của Gilmour, sau đó Chester Kamen đã thay thế Bramhall vào năm 2002. Trong những năm 2006-2007, phần hát của Gilmour được thể hiện bởi Jon Carin và Andy Fairweather-Low, trong khi phần guitar được dành cho Dave Kilminster và White.
Trong tour diễn The Wall Live, Robbie Wyckoff phụ trách phần hát còn Dave Kilminster phụ trách phần guitar solo; và cả hai cùng đứng phía trên cùng của bức tường như phần thể hiện gốc của ca khúc. Ngày 12 tháng 5 năm 2011 tại London O2 Arena, David Gilmour đã bất ngờ xuất hiện để hát vầ chơi guitar ở vị trí đó như lần trình diễn ở Earls Court năm 1994. Đây là một trong những phần trình diễn đáng nhớ nhất của cả hai khi ở cuối ca khúc, Waters đã tìm tới màn chiếu bức tường, đấm thật mạnh khiến bức tường vỡ tung để hiện lên những tia sáng vô vàn màu sắc khi tới đoạn kết thúc.
Ở buổi diễn 12-12-12: The Concert for Sandy Relief, Eddie Vedder là người hát đoạn của Gilmour cùng với Waters.

## Các bản hát lại
Một bản hòa tấu cổ điển của "Comfortably Numb", hòa âm bởi Jaz Coleman, và được trình bày bởi Dàn nhạc Giao hưởng London, chỉ huy bởi Peter Scholes, đã xuất hiện trong album nhạc hòa tấu Us and Them: Symphonic Pink Floyd.
Rất nhiều album tri ân Pink Floyd đã hát lại ca khúc này, trong đó có Rebuild The Wall (2001) của Luther Wright and the Wrongs, A Fair Forgery of Pink Floyd (2003) của Graham Parker, Back Against the Wall (2005) của Billy Sherwood cùng với 2 thành viên của Yes là Chris Squire và Alan White, Pink Floyd Redux (2006) của Sarah Slean, Mostly Autumn và Heather Findlay.
Nhóm The Sisters of Mercy cũng hát ca khúc này trong rất nhiều buổi diễn của mình, chẳng hạn như buổi diễn ở Brixton Academy. London ngày 10 tháng 7 năm 1997.
Ban nhạc Gregorian cũng đã thu ca khúc này trong album Masters of Chant Chapter V (2006). Staind cũng đã hát bản acoustic của ca khúc này trong album tuyển tập The Singles 1996→2006. Bruce Hornsby trình diễn "Comfortably Numb" như một phần cho liên khúc cùng ca khúc "Fortunate Son" trong DVD năm 2005 của mình Three Nights on the Town. Dar Williams cũng từng hát ca khúc này trong album 2005 My Better Self.
Scissor Sisters đã từng bè lại ca khúc này theo phong cách disco và phát hành vào tháng 1 năm 2004. Ấn bản đạt vị trí số 10 ở UK Singles Chart, và trở thành bản hát lại thành công nhất của "Comfortably Numb" tại Anh. David Gilmour và Nick Mason đều thích ấn bản này, Roger Waters thì chúc mừng thành công của Scissor Sisters cho dù phần lời đã có vài thay đổi ("a distant ship's smoke on the horizon" được sửa thành "a distant ship floats on the horizon"). Trưởng nhóm Jake Shears đã từng định mời Gilmour tới hát cùng ban nhạc vào năm 2006 song cuối cùng ý tưởng lại thất bại. Bản thu này giành được đề cử cho Giải Grammy cho Thu âm nhạc dance xuất sắc nhất, tuy nhiên lại thua trước "Toxic" của Britney Spears.
Dream Theater cũng từng hát trực tiếp ca khúc này cùng Queensryche và phát hành nó trong bootleg Dark Side of the Moon vào năm 2006.
Từ năm 2008, Van Morrison bắt đầu đưa ca khúc này vào một vài buổi trình diễn trực tiếp của mình, với việc song ca với bản thu mà ông từng hát cùng với Waters trong tour diễn The Wall ở Berlin năm 1990. Sau khi trình diễn ở Massey Hall, Toronto, Canada, Morrison nói: "Tôi mong rằng các bạn thích nó. Tôi không bị chết lặng ("numb"), và tôi cũng không cảm thấy hài lòng ("comfortable")."
Nhóm Collide cũng từng thu ca khúc này trong album These Eyes Before (2009).

## Thành phần tham gia sản xuất
Pink Floyd
- Roger Waters – hát chính, bass.
- David Gilmour – hát chính, pedal guitar, guitar acoustic và guitar điện[22], máy chỉnh âm Prophet-5.
- Nick Mason – trống.
- Richard Wright – organ.

Các nghệ sĩ khác
- Michael Kamen – chỉ huy dàn nhạc[22].
- Lee Ritenour – guitar acoustic[22].